# Portrait de madame Élise Voïart
Le Portrait de madame Élise Voïart est une peinture réalisée en 1811 par Constance Mayer. 
Elle est acquise en 1866 par la ville de Nancy et est actuellement conservée par le Musée des Beaux-Arts de Nancy.

## Description de l'œuvre
Une étude est menée au pastel d'après nature afin de constituer une préparation de la réalisation du portrait. 
L'étude mesure 60 cm de hauteur sur 41,5 cm de longueur.

### Format
Le Portrait de madame Élise Voïart, aussi nommé à tort Portrait de madame Elisa Voïart, est une peinture à l'huile. 
Elle mesure 114 cm de haut sur 92 cm de longueur.

### Composition
Il s'agit d'un portrait de trois quarts où Élise Voïart apparait assise, accoudée à un fauteuil. Sa tête est tournée vers le spectateur. Elle porte un corsage de lingerie blanche et transparente avec une robe rouge maintenue par des bretelles.
La figure de Mme Élise Voïart est retouchée par Pierre-Paul Prud'hon dans l'atelier de Constance Mayer.
Cette œuvre s'inscrit dans tradition du genre pictural qui existe depuis la Renaissance.
Une table supporte les attributs offrant ainsi une lecture de la personnalité du sujet : une lyre (symbole d'inspiration poétique) et une statuette antique.

### Conservation
L'état de conservation est bon malgré une déchirure sur la chevelure qui a été réparée.

### Exposition de l'œuvre
Le Portrait de Madame Élise Voïart est présentée au Salon de 1814.
L'œuvre est actuellement exposée au Musée des Beaux-Arts de Nancy. 